# Famille Aicardo
 (juillet 2024).
La famille Aicardo, également sous les formes Aichardo, Aicardi ou Haicardo, est une famille patricienne de Venise, originaire d'Altino.

## Historique
Ils firent ériger l'Église Sant'Antonio Abate et donnèrent des tribuns à Venise. Ils séjournèrent successivement à San Niccolò, San Samuel et San Geremia. Piero de San Samuel aurait été le dernier Aicardo, après sa sortie comme commandant de galère lors de la guerre de Chioggia en 1373.

## Armes

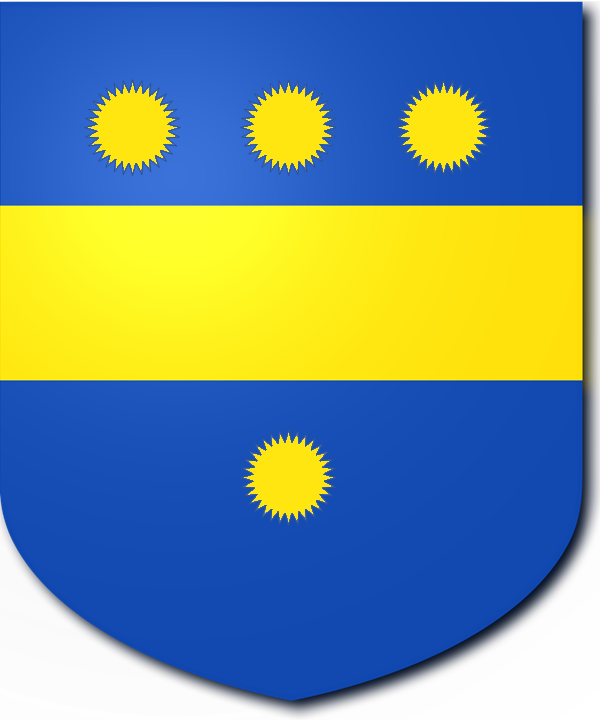
Armes des Aicardi

Les armes des Aicardo sont d'azur à la fasce d'or accolé de quatre touffes de feuilles d'arbres identiques, trois positionnées en tête et une en pointe.